# Zoomusicologia
La zoomusicologia è una delle branche più recenti della musicologia. Secondo la definizione più diffusa «la zoomusicologia studia l'uso estetico della comunicazione sonora presso gli animali».

## Definizione
La definizione di zoomusicologia, coniata dallo studioso italiano Dario Martinelli, ha numerose implicazioni. Per cominciare, si evita di usare la parola 'musica', sostituendola con il plausibile, ma pur sempre ambiguo, termine 'estetica'. Questo perché, da un lato, l'espressione 'estetica' costituisce una premessa metodologica, mentre il concetto di 'musica' è un vero e proprio fine teorico; e dall'altro, il riconoscimento di attività estetiche negli animali non umani è nelle scienze naturali ben più radicato del riconoscimento di attività espressamente musicali. Secondariamente, l'uso dell'espressione «comunicazione sonora» esplicita una chiara appartenenza della zoomusicologia al ramo semiotico della musicologia, ovvero all'idea di base secondo cui la musica è un fenomeno non solo introcettivo, ma anche e soprattutto estrocettivo. Nel parlare di 'uso' estetico, si palesa un'interpretazione piuttosto darwiniana del fenomeno musicale e artistico in generale. Arte come qualcosa di funzionale, di utile (spesso 'socialmente' utile), a suo modo di laico (che rinunci, ovvero, al credo trascendentalista). Per finire, parlando di 'animali', e non di «animali non umani», si intende sottolineare la possibilità di un'applicazione della zoomusicologia anche alla specie homo sapiens, secondo un principio che non si discosta molto dagli studi di etologia umana.

## Paradigma scientifico
Come secondo passo, ci si potrebbe interrogare sulla ragion d'essere della zoomusicologia. Perché esiste, a quali conseguenze o conclusioni conduce, cosa intende mettere in discussione, e via discorrendo. Come dichiara lo stesso Mâche, «se si confermasse che la musica è un fenomeno esteso anche a specie animali che non siano l'essere umano, questo metterebbe fortemente in discussione la definizione di musica, nonché quella dell'essere umano e della sua cultura, come anche l'idea stessa che abbiamo degli animali». Un'affermazione di questo tipo porta ad alcune riflessioni. Prima di tutto, zoomusicologia significa analizzare con interfaccia umanistica fenomeni che finora si erano considerati unicamente appannaggio delle scienze biologiche, e – contemporaneamente – incorporare nelle scienze umane una serie di argomenti e contenuti provenienti dalla biologia e che molto spesso le prime si sono rifiutate di considerare. In secondo luogo, adottare un paradigma zoomusicologico significa evidentemente mettere in discussione le correnti definizioni di musica, a cominciare dalla loro forte connotazione antropocentrica. Allo stesso tempo, è l'intera concezione della dicotomia natura-cultura a dover essere rivista con attenzione. Soprattutto, ci si dovrebbe chiedere – come già fece Charles Sanders Peirce parlando di sinechismo – se ha ancora senso considerarla una dicotomia. Infine, in un ambito più etico, la zoomusicologia, insieme ad altre discipline, testimonia degli incoraggianti progressi compiuti nel campo dello studio degli animali non umani.

## Storia
Dai punti di vista terminologico e concettuale, la nascita della zoomusicologia in senso moderno viene fatta risalire al 1983, anno della pubblicazione del saggio Musique, Mythe et Nature di François Bernard Mâche, tuttavia studi definibili pseudo- o proto-zoomusicologici hanno una lunghissima storia.
Curiosamente, la storia della zoomusicologia è ad un tempo breve e lunghissima. Se è vero che il conio del termine ed un primo tentativo di analisi si devono a Mâche, durante gli anni ottanta del XX secolo, è altresì vero che dissertazioni (in genere speculativo–erudite) sulla musica degli animali non umani risalgono ad un passato molto remoto. Già presso i pensatori greci e romani (in particolare Democrito, Lucrezio, Plutarco e Plinio il Vecchio) si trova frequente riferimento all'idea secondo la quale gli animali (soprattutto gli uccelli) sarebbero stati gli autentici inventori della musica, e che gli esseri umani l'avrebbero semplicemente da questi appresa o imitata. La forte negazione di tale speculazione fornita da quell'aneddoto biblico della Genesi, nel quale sarebbe stato Iubal, figlio di Lamech, ad essere «padre di tutti i suonatori di cetra e di flauto», dà inizio ad una lunga discussione sulle origini della musica, che vede coinvolti (in diversi momenti e secondo diverse modalità e proporzioni) Michel de Montaigne, la Camerata Fiorentina, Vincenzo Galilei, Francisco Salinas ed altri studiosi meno noti. Per tutti, favorevoli o contrari, l'ipotesi zoomusicologica è un'ipotesi da prendere comunque seriamente in considerazione. Durante il XVII secolo sono soprattutto due le figure a ritagliarsi uno spazio particolare: John Locke, che nel suo Essay Concerning Human Understanding menziona sia la componente estetica che quella intellettiva del canto degli uccelli, e soprattutto Athanasius Kircher. È a lui che si deve il primo vero e consistente antenato di analisi zoomusicologica, all'interno della Musurgia Universalis (1650). Per tutto l'illuminismo e parte del Romanticismo, il dibattito sulle origini della musica (con tutte le sue implicazioni zoomusicologiche) entra nel vivo, attraverso figure come Reimmann, Gresset, Mattheson e Sulzer, ma è senz'altro John Hawkins, nel suo A General History of the Science and Practice of Music (1776), a segnalarsi come uno dei più importanti proto-zoomusicologi. Da Charles Darwin in poi, e soprattutto dopo la pubblicazione di The Descent Of Man (1871), non ha più troppo senso parlare di proto-zoomusicologia, soprattutto perché lo sguardo scientifico verso gli animali non umani è cambiato radicalmente. Il terreno su cui edificherà la zoomusicologia è reso fertile non solo dalla semiotica e dalla musicologia (soprattutto l'etnomusicologia, con la quale la zoomusicologia ha non poco in comune, in termini ideologici e metodologici), ma anche – e talvolta soprattutto – dall'etologia cognitiva, dalla zoologia e dalla bioacustica.

## La zoomusicologia oggi
Tracciare un bilancio di una disciplina ancora in fase di definizione è ovviamente arduo. Le pubblicazioni esplicitamente zoomusicologiche sono pochissime; non è stato ancora organizzato un convegno che permetta agli addetti ai lavori di conoscersi e riconoscersi; e infine è stato finora istituito un solo corso accademico (presso l'Università di Helsinki) che abbia l'esplicita etichetta zoomusicologica (con questo si vuole anche dire che riferimenti più o meno specifici alla comunicazione estetica degli animali non umani non sono evento raro nella ricerca e didattica universitarie). La zoomusicologia è dunque costretta a «guardarsi attorno» per arricchire il proprio bagaglio scientifico. Saggi di etologia che accettano l'ipotesi musicale applicata a specie non umane fioccano ormai a decine. Lo svedese Nils Wallin ha istituito una disciplina chiamata biomusicologia, nella quale ci si è occupati sia delle basi neuro-fisiologiche del fenomeno musicale (Biomusicology, 1991), sia di aspetti filogenetici (The Origins Of Music, 2001). Altri, come Murray-Schaefer (1985), sono consapevoli dell'esistenza di un paesaggio sonoro che include anche le specie non umane. Diversi musicisti, tra cui Jim Nollman, Shinji Kanki e David Rothenberg, hanno instaurato – con apparente successo – dialoghi musicali con cetacei ed uccelli. Gli zoomusicologi per così dire 'dichiarati' appartengono invece all'ultima generazione di studiosi, tra i quali si possono citare Dario Martinelli (Helsinki, Finlandia), Emily Doolittle (Princeton, New Jersey) e Maria Chiara Boscolo (Milano, Italia). L'interesse verso questa disciplina è comunque in costante crescita.